# Adaptive Server Enterprise
Adaptive Server Enterprise，原本被廣泛知道為Sybase SQL Server、Sybase DB或ASE，是一種商業用關聯式資料庫伺服器產品，由SAP AG公司下的Sybase公司開發。ASE主要被運用在Unix作業系統上，在Unix系統上具有優勢，也可以運行於微軟Windows系統。

## 外部連結
- Sybase ASE（页面存档备份，存于） - 軟體官網
- SAP Adaptive Server Enterprise（页面存档备份，存于） - 技術文件
- SAP ASE Community （页面存档备份，存于）
- What's New from 15.7 to 16.0.3.7 （页面存档备份，存于）